# Майкъл Нютън (психотерапевт)
Вижте пояснителната страница за други личности с името Майкъл Нютън.
Д-р Майкъл Дъф Нютън (на английски: Michael Duff Newton) е американски психо и хипнотерапевт и писател на бестселъри в жанра психология, екзотерика и книги за самопомощ.

## Биография и творчество
Роден е на 9 декември 1931 година в Лос Анджелис, Калифорния, САЩ. Има докторат по консултативна психология. Сертифициран е като хипнотерапевт. Член е на Американската асоциация на психолозите-консултанти.
През трудовата си 50-годишна кариера разработва своя собствена терапевтична практика на хипнотерапия и техника за възрастова регресия. Открива, че може да постави пациентите си в промеждутъчни периоди между техни минали животи, като пример за съществуване на безсмъртната душа на човека между физическите ѝ въплъщения на Земята. В изследванията си отива по-далече от парапсихолога Реймънд Мууди, автор на книгата „Живот след живота“ (1976), като става един от пионерите в разкриване на спомени от съществуването след смъртта чрез хипнотична регресия.
Резултатите от опитите описва в първата си книга „Пътят на душите“, която е публикувана през 1994 г. В нея подробно описва споделените под хипноза преживявания на пациентите в техните промеждутъци между минали свои въплъщения. Книгата веднага става бестселър и го прави известен. Участва в множество интервюта и лекции, в които обяснява своите методи и достижения, и обучава други напреднали хипнотерапевти в своите методи.
В следващите години са публикувани и книгите му „Следите на душите“ и „Живот между преражданията“.
За разширение на изследванията си основава през 2002 г. „Общество за духовно завръщане“, чийто президент е в периода 2002 – 2005 г., а от 2005 организацията става „Институт Нютън“.
Произведенията на писателя са преведени на над 25 езика по света. През 1998 г. получава ежегодната награда за „Най-уникален принос на хипнотерапевт“, присъждана от Националната асоциация на трансперсоналните хипнотерапевти. През 2001 г. книгата „Следите на душите“ получава наградата „Ню Ейдж книга на годината“ по време на ежегодното книжно изложение на Америка.
Майкъл Нютън живее със семейството си в Грас Валей в планината Сиера Невада и в Дърам, Северна Каролина.